# Grobya
Grobya é um género botânico pertencente à família das orquídeas (Orchidaceae). Foi proposto por John Lindley, publicado em Edwards's Botanical Register 20: pl. 1740, em 1835. O nome do gênero é uma homenagem ao Lord Grey de Groby, orquidófilo inglês.
O gênero Grobya conta cinco espécies, todas do sudeste e sul brasileiros, somente uma espécie recentemente descrita em Minas Gerais, habitando campos rupestres. São epífitas, raro terrestres ou rupícolas, encontradiças em matas abertas ou sombrias, e mesmo capoeiras às suas margens.
Todas vegetativamente parecidas, algumas somente identificáveis quando floridas, apresentam pseudobulbos globulares anelados, carnosos e maciços, graças aos quais são conhecidas popularmente como cebolas das matas. Os pseudobulbos inicialmente são recobertos por Baínhas, mais tarde, desnudos e enrugados. As folhas são quatro ou cinco, subcoriáceas, lineares e longas, herbáceas, com rijas nervuras, em regra nascendo do ápice do pseudobulbo, suas bases formando uma espécie de tubo.
A inflorescência lateral nasce perto da base do pseudobulbo, é racemosa, pendente, ou meio ereta, mas então com a extremidade recurvada, multiflora; as flores, ressupinadas, mais altas que largas, apresentam formato retorcido, relativamente pequenas mas vistosas, em pouca ou grande quantidade, de coloridos variáveis ou pintalgadas, e perfumadas. As pétalas e sépalas são diferentes entre si, o labelo é articulado com o pé da coluna, sempre voltado para cima, não é côncavo na base, sem esporão, tem calosidade multituberculada no disco. Duas polínias.